# Putnam County (West Virginia)
Putnam County ist ein County im Bundesstaat West Virginia der Vereinigten Staaten. Der Verwaltungssitz (County Seat) ist Winfield. Das U.S. Census Bureau hat bei der Volkszählung 2020 eine Einwohnerzahl von 57.440 ermittelt.

## Geographie
Das County liegt im Westen von West Virginia, ist etwa 35 km von der Grenze zu Ohio entfernt und hat eine Fläche von 908 Quadratkilometern, wovon elf Quadratkilometer Wasserfläche sind. Es grenzt im Uhrzeigersinn an folgende Countys: Mason County, Jackson County, Kanawha County, Lincoln County und Cabell County.

## Geschichte
Putnam County wurde am 11. März 1818 aus Teilen des Cabell County, Kanawha County und des Mason County gebildet. Benannt wurde es nach Israel Putnam, einem US-amerikanischen General im Amerikanischen Unabhängigkeitskrieg und Teilnehmer der Schlacht von Bunker Hill (1775).

## Demografische Daten

Alterspyramide des Putnam County

Nach der Volkszählung im Jahr 2000 lebten im Putnam County 51.589 Menschen in 20.028 Haushalten und 15.281 Familien. Die Bevölkerungsdichte betrug 58 Einwohner pro Quadratkilometer. Ethnisch betrachtet setzte sich die Bevölkerung zusammen aus 97,97 Prozent Weißen, 0,56 Prozent Afroamerikanern, 0,16 Prozent amerikanischen Ureinwohnern, 0,58 Prozent Asiaten, 0,02 Prozent Bewohnern aus dem pazifischen Inselraum und 0,13 Prozent aus anderen ethnischen Gruppen; 0,59 Prozent stammten von zwei oder mehr Ethnien ab. 0,51 Prozent der Bevölkerung waren spanischer oder lateinamerikanischer Abstammung.
Von den 20.028 Haushalten hatten 35,4 Prozent Kinder und Jugendliche unter 18 Jahre, die bei ihnen lebten. 64,2 Prozent waren verheiratete, zusammenlebende Paare, 8,9 Prozent waren allein erziehende Mütter, 23,7 Prozent waren keine Familien, 20,6 Prozent waren Singlehaushalte und in 7,9 Prozent lebten Menschen im Alter von 65 Jahren oder darüber. Die Durchschnittshaushaltsgröße betrug 2,56 und die durchschnittliche Familiengröße lag bei 2,96 Personen.
Auf das gesamte County bezogen setzte sich die Bevölkerung zusammen aus 25,0 Prozent Einwohnern unter 18 Jahren, 7,6 Prozent zwischen 18 und 24 Jahren, 30,4 Prozent zwischen 25 und 44 Jahren, 25,5 Prozent zwischen 45 und 64 Jahren und 11,6 Prozent waren 65 Jahre alt oder darüber. Das Durchschnittsalter betrug 38 Jahre. Auf 100 weibliche Personen kamen 96,7 männliche Personen. Auf 100 Frauen im Alter von 18 Jahren oder darüber kamen statistisch 93,5 Männer.
Das jährliche Durchschnittseinkommen eines Haushalts betrug 41.892 USD, das Durchschnittseinkommen der Familien betrug 48.674 USD. Männer hatten ein Durchschnittseinkommen von 40.782 USD, Frauen 23.532 USD. Das Prokopfeinkommen betrug 20.471 USD. 7,1 Prozent der Familien und 9,3 Prozent der Bevölkerung lebten unterhalb der Armutsgrenze. Davon waren 11,3 Prozent Kinder oder Jugendliche unter 18 Jahre und 7,6 Prozent waren Menschen über 65 Jahre.